# Callicebus caligatus
El tití de pecho marrón (Callicebus caligatus) es una especie de primate platirrino endémico en Brasil.

## Distribución
Habita en la Amazonia central, en el estado de Amazonas, Brasil, al sur del río Solimões en el área interfluvial de los ríos Purús, Solimões y Madeira, yendo hasta el sur hasta el río Ipixuna.

## Morfología
El peso promedio para los machos de la especie es de 880 gramos. la fórmula dental es de {\displaystyle {\tfrac {2.1.3.3}{2.1.3.3}}} en ambos maxilares. Como los otros miembros del género, la cola no es prensil. La frente es de color negruzco; el color de las extremidades anteriores varía de rojizo a negruzco y las patillas, vientre y cara interna de los miembros son rojizos.